# سليمان بن غالب
سليمان بن غالب بن جبريل البجلي والي مصر العباسي سنة 201 هـ.

## سيرته
كان سليمان حفيد جبريل بن يحيى البجلي، وهو خراساني شارك في الثورة العباسية. كان صاحب شرطة مصر لفترات مختلفة، فوليها في عهد الحسن بن التختاخ وجابر بن الأشعث والسري بن الحكم. وفي 4 ربيع الأول 201 هـ بايعه الجند بولاية مصر، وخلعوا السري بن الحكم، فجعل عَلَى شُرَطه أَبَا بَكْر بْن جُنادة بْن عيسى المَعافريّ، ثمَّ عزله وولَّى عَبَّاس بْن لَهِيعة بْن عيسى الحَضْرَميّ. وبقي في منصبه قبل أن تنقلب القوات عليه أيضًا، وأجبر على التنحي جانباً في شعبان بعد خمسة أشهر، وعاد السري إلى ولاية مصر.
في وقت لاحق عمل محمد بن سليمان كرئيس للشرطة في عام 851م.